# Ibrahim Maalouf
Ibrahim Maalouf (in arabo: إبراهیم معلوف) (Beirut, 5 novembre 1980) è un trombettista e compositore libanese naturalizzato francese.
Nel 2022 divenne il primo musicista libanese a essere nominato ai Grammy Awards, per il suo album Queen of Sheba, composto in collaborazione con Angèlique Kidjo.
È nipote dello scrittore Amin Maalouf.

## Discografia

### Album in studio
- 2007 - Diasporas
- 2009 - Diachronism
- 2011 - Diagnostic
- 2012 - Wind
- 2013 - Illusions
- 2014 - Au pays d'Alice... (con Oxmo Puccino)
- 2015 - Red & Black Light
- 2015 - Kalthoum
- 2017 - Dalida
- 2018 - Levantine Symphony N°1
- 2019 - S3NS
- 2020 - 40 mélodies

### Album dal vivo
- 2016 - 10 ans de live!
- 2016 - Live Tracks 2006–2016

### Colonne sonore
- 2014 - Yves Saint Laurent
- 2016 - Dans Les Forets De Siberie
- 2020 - Une Belle Équipe
- 2021 - Żeby nie było śladów
- 2024 - Finalement

### Produzione
- 2013 - Funambule, Grand Corps Malade